# Świat Czarownic
Świat Czarownic (ang. Witch World) – cykl powieści fantasy autorstwa amerykańskiej autorki Andre Norton.
Akcja I tomu rozpoczyna się na Ziemi w czasach bliskich współczesnym. Główny bohater – żołnierz II wojny światowej Simon Tregarth na skutek niepomyślnych zdarzeń ucieka przed ścigającymi go zabójcami. Ratunkiem dla niego okazuje się Niebezpieczny Tron, niezwykły magiczny menhir, który według osoby będącej strażnikiem jego sekretu "...przenosi do takiego świata, w jakim dana osoba będzie czuła się dobrze...". Niebezpieczny Tron jest Bramą pomiędzy światami, która prowadzi Simona Tregartha do świata Starej Rasy – świata ogarniętego wojną. Staje on do walki w obronie swojego nowego narodu, przeżywając historie, które w swoim poprzednim życiu nazwałby baśniowymi.
Fabuła książek ukazuje nam świat, w którym niektórzy ludzie obdarzeni są zdolnościami magicznymi, zaś zamieszkujące go rasy ludzkie (narody) znajdują się na etapie rozwoju przypominającym europejskie średniowiecze. Najbardziej rozwinięta z ras – Stara Rasa – powoli chyli się ku upadkowi, na skutek nieustannej wojny prowadzonej ze swoimi sąsiadami, jak również z powodu "wieku swojej krwi".

## Światy równoległe
Fabuła wykorzystuje koncepcję tak zwanych światów alternatywnych (lub równoległych), przeważnie istniejących niezależnie od siebie. Wśród ludzi zamieszkujących te światy pojawiają się jednak osoby obdarzone mocą magiczną. One to poprzez ciekawość otworzyły Bramy pomiędzy światami, umożliwiając sobie, jak również i przypadkowym osobom, podróż pomiędzy równoległymi światami. Akcja rozpoczyna się na Ziemi w realiach lat powojennych. Większa część akcji odbywa się w ramach świata Starej Rasy, chociaż w miarę rozwoju wydarzeń poznajemy również zniszczony permanentną (nuklearną) wojną świat Kolderczyków i inne. Fabuła przywodzi historie migracji pomiędzy równoległymi światami całych narodów, które trafiały do świata Starej Rasy.

## Geografia
Na kontynencie, na którym rozgrywa się akcja cyklu powieści, znajduje się starożytne państwo Estcarp, którego początków już nikt nie pamięta. Jego stolicą jest miasto Es i właśnie tam panują tytułowe czarownice, władając magią niedostępną dla mężczyzn. Ponieważ Estcarp otoczony jest przez wrogie krainy – Alizon na północy i Karsten na południu, państwo to utrzymuje sieć przygranicznych fortów i liczną gwardię. Między Estcarpem a Alizonem znajdują się rozległe wrzosowiska i moczary Toru.
Na zachodzie znajduje się ocean z przybrzeżną wyspą Gorm, a za oceanem państwo Kolder. Z oceanem związany jest także lud marynarzy, którzy są sprzymierzeńcami Estcarpu i zamieszkują wybrzeże w morskiej twierdzy Sulkar.
Na wschód, za łańcuchem górskim, znajduje się starożytna, magiczna kraina Escore - kraina targana wojną pomiędzy siłami światła i ciemności. Na jej skutek przodkowie Starej Rasy uciekli przed wiekami na zachód, do Estcarpu i Karstenu.
Za zachodnim morzem i za Kolderem rozciąga się drugi wielki kontynent. Na jego południowym wybrzeżu leży Kraina Dolin, zwana też Hallack Wysoki, zaludniona przez ludzi przybyłych przez Bramę z Hallacku; w późniejszym okresie z ludem tym mieszają się również Sokolnicy, pozbawieni swojej górskiej twierdzy w czasie Wielkiego Poruszenia. Na północy leży starożytna kraina Arvon, gdzie dawniej toczyła się walka dobra ze złem podobnie jak w Escore. Zachodnią część zajmują tzw. Odłogi, obszar spustoszony w przedwiecznej wojnie dobra i zła.

## Powieści cyklu
Cała seria książek podzielona jest na kilka podcykli połączonych fabularnie. Wewnętrzna chronologia cykli nie jest zgodna z chronologią publikacji. Wydarzenia w ich ramach rozgrywają się często równocześnie (np. wojna z Kolderem w Estcarpie rozgrywa się równolegle z wojną Alizonu i High Hallacku).

### Estcarp
- Świat Czarownic (The Witch World, 1963), w Polsce w 1990 roku (w odcinkach w czasopiśmie Fantastyka w 1983 roku[potrzebny przypis])
- Świat Czarownic w pułapce (Web of the Witch World, 1964), w Polsce w 1990 roku
- Troje przeciw Światu Czarownic (Three Against the Witch World, 1965), w Polsce  w 1991 roku
- Czarodziej ze Świata Czarownic (Warlock of the Witch World, 1967), w Polsce w 1991 roku
- Czarodziejka ze Świata Czarownic (Sorceress of the Witch World, 1968), w Polsce w 1991 roku
- Czarodziejskie miecze (Trey of Swords, 1977), w Polsce w 1993 roku
- Strzeż się sokoła (Ware Hawk, 1983), w Polsce w 1991 roku
- Brama Kota (Gate of the Cat, 1987), w Polsce w 1991 roku
- Ciara's Song (1998), wraz z Lyn McConchie (niewydana w Polsce)
- The Dukes Ballad (2005), wraz z Lyn McConchie (niewydana w Polsce)

### High Hallack
- Korona z jelenich rogów (Horn Crown, 1981), w Polsce w 1993 roku
- Kryształowy Gryf  (The Crystal Gryphon, 1972), The Gryphon Saga I – w Polsce  w 1991 roku
- Gryf w chwale (Gryphon in Glory, 1981), The Gryphon Saga II – w Polsce  w 1991 roku
- Klątwa Zarsthora (Zarsthor's Bane, 1978), w Polsce w 1991 roku
- Rok Jednorożca (Year of the Unicorn, 1965), w Polsce w 1993 roku
- Gniazdo gryfa (Gryphon's Eyrie, 1984), wraz z A. C. Crispin; The Gryphon Saga III – w Polsce w 1991 roku
- Silver May Tarnish (2005), wraz z Lyn McConchie (niewydana w Polsce)
- Lampart (Jargoon Pard, 1974), w Polsce w 1993 roku
- Tkaczka pieśni (The Songsmith, 1992), wraz z A.C. Crispin – w Polsce w 1994 roku

### The Turning (Wielkie Poruszenie)
- The Turning I: Storms of Victory (1991) – zawiera Port of Dead Ships wydany w Polsce w 1994 pod tytułem Port Umarłych Statków oraz Seakeep (autorstwa P. M. Griffin) wydany w Polsce w 1994 pod tytułem Morska Twierdza
- The Turning II: Flight of Vengeance (1992) – zawiera Exile (autorstwa Mary Schaub) wydany w Polsce w 1994 pod tytułem Wygnanka oraz Falcon Hope (autorstwa P. M. Griffin) wydany w Polsce w 1995 pod tytułem Pakt Sokolników
- The Turning III: On Wings of Magic (1994) – zawiera We, the Women (autorstwa Patricii Mathews) wydany w Polsce w 1994 pod tytułem Na skrzydłach magii oraz Falcon Magic (autorstwa Sashy Miller) wydany w Polsce w 1995 pod tytułem Sokola magia
- Klucz Keplianów (The Key of the Keplian, 1995), wraz z Lyn McConchie – w Polsce w 1996 roku
- Magiczny kamień (The Mage Stone, 1996), wraz z M. Schaub – w Polsce w 1996 roku
- The Warding of the Witch World (1997) – wydany w Polsce w 1997 w dwu tomach: Na straży Świata Czarownic oraz Zamknięcie bram

### Zbiory opowiadań
- Czary Świata Czarownic (Spell of the Witch World, 1972), w Polsce w 1994 roku
- Mądrość Świata Czarownic (Lore of the Witch World, 1980), w Polsce w 1994 roku
- Czworo ze świata czarownic (Four From the Witch World, 1989), w Polsce  w 1994 roku
- Opowieści ze Świata Czarownic (Tales of the Witch World, 1987), zawiera opowiadanie Andre Norton Of the shaping of Ulm’s heir (1987) – w Polsce w 1998 roku
- Opowieści ze Świata Czarownic 2 (Tales of the Witch World 2, 1988), w Polsce w 1998 roku
- Tales of the Witch World 3 (1990) – w Polsce wydany w 1988 w dwu tomach: Opowieści ze Świata Czarownic 3 oraz Opowieści ze Świata Czarownic 4

### Pozostałe opowiadania
- Ully the piper (1970)
- Were-Wrath (1984)
- The way wind (1995)